# 詹贾科莫·菲尔特里内利
詹贾科莫·菲尔特里内利·迪·加尔尼亚诺（義大利語：Giangiacomo Feltrinelli di Gargnano，1926年6月19日—1972年3月14日），意大利共产党，意大利的出版商和政治活动家，1957年抵制了苏联方面的反对，毅然翻译出版了鲍里斯·列昂尼多维奇·帕斯捷尔纳克的作品《日瓦戈醫生》。1972年，被发现死在米兰郊外的电缆塔旁，至今死因不明。